# سكران (إب)

تعديل مصدري - تعديل

سكران هي إحدى قرى عزلة الموية بمديرية إب التابعة لمحافظة إب، بلغ تعداد سكانها 813 نسمة حسب تعداد اليمن لعام 2004.